# Rose Bowl 2020
Match précédent Match suivant
Le Rose Bowl 2020 est un match de football américain de niveau universitaire joué après la saison régulière de 2019, le 1er janvier 2020 au stade Rose Bowl situé à Pasadena dans l'État du Californie aux États-Unis.
Il s'agit de la 106e édition du Rose Bowl.
Sponsorisé par la société Northwestern Mutual (en) , le match est officiellement dénommé le Rose Bowl Game presented by Northwestern Mutual 2019.
Le match met en présence l'équipe des Ducks de l'Oregon issue de la Pacific-12 Conference et l'équipe des Badgers du Wisconsin issue de la Big Ten Conference.
Il débutera vers 14 heures locales et est retransmis à la télévision par ESPN.
Oregon gagne le match sur le score de 28 à 27.

## Présentation du match
| Équipes                                                                                         | Conférences | Entraîneurs          | Stats. saison rég. | Classements avant le bowl | Classements avant le bowl | Classements avant le bowl |
| ----------------------------------------------------------------------------------------------- | ----------- | -------------------- | ------------------ | ------------------------- | ------------------------- | ------------------------- |
| Équipes                                                                                         | Conférences | Entraîneurs          | Stats. saison rég. | CFP                       | AP                        | Coaches                   |
| Ducks de l'Oregon                                                                               | Pac-12      | Mario Cristobal (en) | 11 - 2             | #6                        | #7                        | #6                        |
| Badgers du Wisconsin                                                                            | Big Ten     | Paul Chryst (en)     | 10 - 3             | #8                        | #11                       | #11                       |
| - Arbitre : Brandon Cruse (Big 12) - Équipe donnée favorite par les bookmakers : Wisconsin by 3 |             |                      |                    |                           |                           |                           |

Il s'agit de la 6e rencontre entre ces deux équipes :
| Saison | Date               | Vainqueurs | Score   | Perdants  | Compétition                            |
| ------ | ------------------ | ---------- | ------- | --------- | -------------------------------------- |
| 1977   | 24 septembre 1977  | Wisconsin  | 22 - 10 | Oregon    | Saison régulière – Eugene (Oregon)     |
| 1978   | 30 septembre 1978  | Wisconsin  | 22 - 19 | Oregon    | Saison régulière – Madison (Wisconsin) |
| 2000   | 9 septembre 2000   | Wisconsin  | 27 - 23 | Oregon    | Saison régulière – Madison (Wisconsin) |
| 2001   | 1er septembre 2001 | Oregon     | 31 - 28 | Wisconsin | Saison régulière – Eugene (Oregon)     |
| 2011   | 2 janvier 2012     | Oregon     | 45 - 38 | Wisconsin | Rose Bowl - Pasadena (Californie)      |

### Ducks de l'Oregon
Avec un bilan global en saison régulière de 11 victoires et 2 défaites (8-1 en matchs de conférence), Oregon est éligible et accepte l'invitation pour participer au Rose Bowl de 2019.
Ils terminent 1er de la North Division de la Pacific-12 Conference et gagnent ensuite la finale de conférence 37 à 15 contre les Uites de l'Utah.
À l'issue de la saison 2019 (bowl non compris), ils seront classés #6 au classement CFP et #7 aux classements AP et Coaches.
C'est leur 8e participation au Rose Bowl :
| Saisons | Dates            | Vainqueurs                  | Scores | Finalistes                           | Résultats (V-D) |
| ------- | ---------------- | --------------------------- | ------ | ------------------------------------ | --------------- |
| 1916    | 1er janvier 1917 | Ducks de l'Oregon           | 14-0   | Quakers de la Pennsylvanie           | 1 - 0           |
| 1919    | 1er janvier 1920 | Crimson d'Harvard           | 07-06  | Ducks de l'Oregon                    | 1 - 1           |
| 1957    | 1er janvier 1958 | Buckeyes d'Ohio State       | 10-07  | Ducks de l'Oregon                    | 1 - 2           |
| 1994    | 2 janvier 1995   | Nittany Lions de Penn State | 38-20  | Ducks de l'Oregon                    | 1 - 3           |
| 2009    | 1er janvier 2010 | Buckeyes d'Ohio State       | 26-17  | Ducks de l'Oregon                    | 1 - 4           |
| 2011    | 2 janvier 2012   | Ducks de l'Oregon           | 45-38  | Badgers du Wisconsin                 | 2 - 4           |
| 2014    | 1er janvier 2015 | #2 Ducks de l'Oregon (13-1) | 59-20  | #3 Seminoles de Florida State (13-1) | 3 - 4           |

| Postes      | Joueurs            | Statistiques                                                      |
| ----------- | ------------------ | ----------------------------------------------------------------- |
| Quarterback | Justin Herbert     | 272/408 passes réussies pour 3 333 yards, 32 TDs, 5 interceptions |
| Coureur     | C.J. Verdell       | 180 courses pour 1 171 yards nets gagnés et 8 TDs                 |
| Receveur    | Johnny Johnson III | 55 réceptions pour 818 yards et 7 TDs                             |

### Badgers du Wisconsin
Avec un bilan global en saison régulière de 10 victoires et 7 défaites (7-2 en matchs de conférence), Wisconsin est éligible et accepte l'invitation pour participer au Rose Bowl de 2019.
Ils terminent 1er de la West Division de la Big Ten Conference et perdent ensuite la finale de conférence 21 à 34 contre les #2 Buckeyes d'Ohio State.
À l'issue de la saison 2019 (bowl non compris), ils seront classés #8 au classement CFP et #11 aux classements AP et Coaches.
C'est leur 10e participation au Rose Bowl :
| Saisons | Dates            | Vainqueurs            | Scores | Finalistes           | Résultats (V-D) |
| ------- | ---------------- | --------------------- | ------ | -------------------- | --------------- |
| 1952    | 1er janvier 1953 | Trojans d'USC         | 07-0   | Badgers du Wisconsin | 0 - 1           |
| 1959    | 1er janvier 1960 | Huskies de Washington | 44-08  | Badgers du Wisconsin | 0 - 2           |
| 1962    | 1er janvier 1963 | Trojans d'USC         | 42-37  | Badgers du Wisconsin | 0 - 3           |
| 1993    | 1er janvier 1994 | Badgers du Wisconsin  | 21-16  | Bruins de l'UCLA     | 1 - 3           |
| 1998    | 1er janvier 1999 | Badgers du Wisconsin  | 38-31  | Bruins de l'UCLA     | 2 - 3           |
| 1999    | 1er janvier 2000 | Badgers du Wisconsin  | 17-09  | Cardinal de Stanford | 3 - 3           |
| 2010    | 1er janvier 2011 | Horned Frogs de TCU   | 21-19  | Badgers du Wisconsin | 3 - 4           |
| 2011    | 2 janvier 2012   | Ducks de l'Oregon     | 45-38  | Badgers du Wisconsin | 3 - 5           |
| 2012    | 1er janvier 2013 | Cardinal de Stanford  | 20-14  | Badgers du Wisconsin | 3 - 6           |

| Postes      | Joueurs         | Statistiques                                                      |
| ----------- | --------------- | ----------------------------------------------------------------- |
| Quarterback | Jack Coan       | 213/304 passes réussies pour 2 541 yards, 17 TDs, 4 interceptions |
| Coureur     | Jonathan Taylor | 299 courses pour 1 909 yards nets gagnés et ?21 TDs               |
| Receveur    | Quintez Cephus  | 52 réceptions pour 842 yards et 6 TDs                             |

## Résumé du match
Résumé, vidéo et photo sur la page du site francophone The Blue Pennant.
Début du match à  14 h 12, fin à 17 h 41 pour une durée totale de jeu de 03 h 29 min.
Températures de 19 °C, vent de SO de 8 km/h, ciel clai.
| QT            | Temps         | Drive         | Drive         | Drive         | Équipe        | Description de l'action | Score | Score |
| ------------- | ------------- | ------------- | ------------- | ------------- | ------------- | --- | ----- | ----- |
| QT            | Temps         | Jeux          | Yards         | TDP           | Équipe        | Description de l'action | ORE   | WIS   |
| 1             | 09:53         | 12            | 75            | 05:07         | ORE           | TD à la suite d'une course de 4 yards par QB Justin Herbert + 1 point de conversion par K Camden Lewis                                                                                               | 7     | —     |
| 1             | 09:41         | 0             | 0             | 00:12         | WIS           | TD à la suite d'un retour de kickoff sur 60 yards par WR Aron Cruickshank + 1 point de conversion par K Collin Larsh                                                                                 | —     | 7     |
| 1             | 08:05         | 4             | 1             | 01:30         | WIS           | FG de 44 yards par K Collin Larsh | —     | 10    |
|               |               |               |               |               |               | |       |       |
| 2             | 03:16         | 3             | 33            | 00:47         | ORE           | TD à la suite d'une course de 5 yards par QB Justin Herbert + 1 point de conversion par K Camden Lewis                                                                                               | 14    | —     |
| 2             | 00:11         | 8             | 53            | 03:05         | WIS           | TD de 11 yards à la suite d'une passe de QB Jack Coan réceptionnée par WR Quintez Cephus + 1 point de conversion par K Collin Larsh                                                                  | —     | 17    |
|               |               |               |               |               |               | |       |       |
| 3             | 11:57         | 7             | 8             | 03:03         | ORE           | TD de 31 yards inscrit à la suite d'un fumble adverse (consécutif à une course de -10 yards par P Anthony Lotti) recouvert et retourné par S Brady Breeze + 1 point de conversion par K Camden Lewis | 21    | —     |
| 3             | 04:53         | 11            | 65            | 07:04         | WIS           | TD à la suite d'une course de 2 yards par FB Masson Stokke + 1 point de conversion par K Collin Larsh                                                                                                | —     | 24    |
|               |               |               |               |               |               | |       |       |
| 4             | 12:09         | 11            | 51            | 05:53         | WIS           | FG de 27 yards par K Collin Larsh | —     | 27    |
| 4             | 07:41         | 1             | 30            | 00:10         | ORE           | TD à la suite d'une course de 30 yards par QB Justin Herbert + 1 point de conversion par K Camden Lewis                                                                                              | 28    | —     |
| Score final : | Score final : | Score final : | Score final : | Score final : | Score final : | Score final : | 28    | 27    |

## Statistiques
| Systèmes | Noms           | Équipes           | Postes |
| -------- | -------------- | ----------------- | ------ |
| Attaque  | Justin Herbert | Ducks de l'Oregon | QB     |
| Défense  | Brady Breeze   | Ducks de l'Oregon | CB     |

| Statistiques                           | Ducks de l'Oregon                                      | Badgers du Wisconsin                                    |
| -------------------------------------- | ------------------------------------------------------ | ------------------------------------------------------- |
| 1er down                               | 13                                                     | 18                                                      |
| 1er down à la course                   | 5                                                      | 9                                                       |
| 1er down à la passe                    | 7                                                      | 8                                                       |
| 1er down suite pénalité                | 1                                                      | 1                                                       |
| Conversion de 3e down                  | 3/10                                                   | 5/17                                                    |
| Conversion de 4e down                  | 0/1                                                    | 4/5                                                     |
| Jeux–yards                             | 51 jeux pour 204 yards                                 | 72 jeux pour 322 yards                                  |
| Yards à la course                      | 30 courses pour 66 yards (moyenne de 2,2 yards/course) | 37 courses pour 136 yards (moyenne de 3,7 yards/course) |
| Yards à la passe                       | 138                                                    | 186                                                     |
| Passes : Réussies-Tentées-Interceptées | 14/21 passes complétées, 1 interception                | 23/35 passes complétées, 1 interception                 |
| Réussite en zone rouge/chances         | 2/3                                                    | 3/3                                                     |
| TD                                     | 4                                                      | 3                                                       |
| Field Goals                            | 0/0                                                    | 2/3                                                     |
| Sacks (Nombre-Yards)                   | —                                                      | 2 pour 15 yards adverses perdus                         |
| Fumbles (Nombre/Perdus)                | 1/0                                                    | 3/3                                                     |
| Pénalités (Nombre/Yards perdus)        | 2 pour 20 yards perdus                                 | 9 pour 79 yards perdus                                  |
| Temps de possession                    | 21:57                                                  | 38:03                                                   |

| Ducks de l'Oregon    |                 |                                                                                               |
| Quarterback          | Justin Herbert  | 14/20 passes complétées, 138 yards, 1 interception, 0 TD, 2 sacks subis, évaluation QB de 118 |
| Meilleur coureur     | C.J. Verdell    | 17 courses pour 19 yards nets gagnés, 0 TD, moyenne de 2,9 yards/course                       |
| Meilleur receveur    | Juwan Johnson   | 5/5 réceptions pour 66 yards gagnés, 0 TD                                                     |
| Meilleur tackler     | Brady Breeze    | 11 tacles dont 9 en solo, 1 FF et 1 FR                                                        |
| Badgers du Wisconsin |                 |                                                                                               |
| Quarterback          | Jack Coan (en)  | 23/35 passes complétées, 186 yards, 1 interception, 1 TD, 0 sack subi, évaluation QB de 114,1 |
| Meilleur coureur     | Jonathan Taylor | 21 courses pour 94 yards nets gagnés, 0 TD, moyenne de 4,5 yards/course                       |
| Meilleur receveur    | Quintez Cephus  | 7/10 réceptions pour 59 yards gagnés, 1 TD                                                    |
| Meilleur tackler     | Jack Sanborn    | 8 tacles dont 4 en solo, 1 interception                                                       |